# ジョゼ・クストディオ・デ・ファリア
ジョゼ・クストディオ・デ・ファリア（ポルトガル語: José Custódio de Faria, 1756年5月31日 - 1819年9月20日）は、ファリア師またはファリア神父（Abade Faria）として知られるカトリック教会の聖職者。また、催眠がまだ動物磁気（メスメリズム）と呼ばれていた頃の最初期の研究家。さらに、大デュマの代表作『モンテ・クリスト伯』の登場人物のモデルとしても知られる。

## 略歴
ファリアは、1756年5月31日に、ポルトガル領インドの植民地ゴアで生まれた。先祖はバラモンであり、また部分的にアフリカ人の血も継いでいたが、16世紀にはカトリックに改宗していた。父は神学の博士号を取得しており、その尽力で彼は25歳の時にリスボンに行き、ポルトガル国王ジョゼ1世の赦しを得て、ローマにて神学を学び始めた。無事に神学の博士号を取得したファリアは、システィーナ礼拝堂で説教を行う栄誉を得た。
リスボンへ戻ったファリアは、その栄誉を伝え聞いたポルトガル女王マリア1世より、自身の礼拝堂でも説教を行うよう促された。ところがファリアは、説教壇上で居並ぶ堂々たる聴衆を見て舌が回らなくなってしまった。その時、壇下の父親がコンカニ語で"Hi sogli baji; cator re baji"(「あれらは野菜だ。野菜を切れ」)と囁き、それを聞いたファリアは緊張が解け、最後まで流暢に説教をすることが出来た。この体験、即ち言葉が心の状態を一瞬にして変えてしまうような現象は、彼の人生に極めて大きな影響を与えた。
1788年、ファリアはゴアで起こった陰謀事件（ピントの陰謀）に巻き込まれ、翌年パリに移り住んだ。パリはフランス革命後の混乱期にあり、ファリア自身も1797年に理由不明の容疑でマルセイユで逮捕され、悪名高きシャトー・ディフの監獄に長期間幽閉された。
釈放されたファリアは、1811年にニームの大学で哲学の教授に任命された。その後、パリで動物磁気（催眠）が流行していると聞いたファリアは、1813年にパリに戻り、その研究と講演に邁進したが、一部からは山師よばわりされた。
1819年9月30日、ファリアはパリで脳卒中により没した。

## ファリア師と催眠

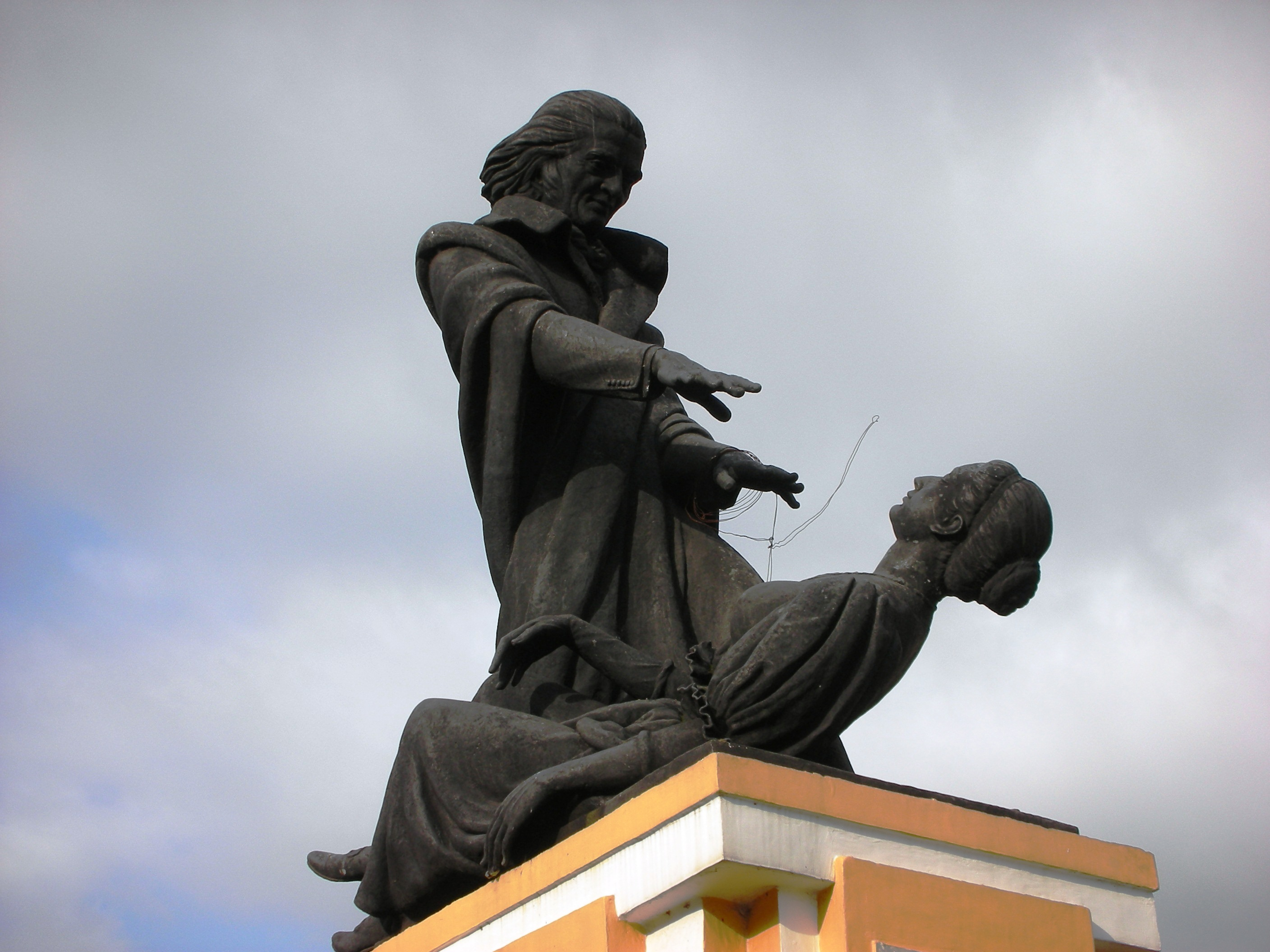
ゴアにある女性に催眠術をかけるファリア師の像

催眠は、19世紀初頭には動物磁気、またはその発見者の名を取ってメスメリズムと呼ばれていた（動物磁気説）。提唱者であるドイツの医師フランツ・アントン・メスメルは、催眠現象を心理学的な作用ではなく、宇宙全体を覆う物理的流体の所作であると唱えたが、1784年にはフランス王立科学アカデミーによって、そのような物理的作用は存在しないと証明された。しかしその後も動物磁気は、民間レベルにおいては試行され続けていた。
1813年、パリに戻ったファリアは「超覚醒睡眠」（sommeil lucide）に関する公開講義を行なった。これは、当時有力だったピュイゼギュール侯爵等の磁気流体説と交流論を批判するものであり、暗示および自己暗示を重要視するものだった。また彼は、磁化過程（催眠誘導）は治療者よりも被治療者に負うものだと主張し、あるタイプの人間は磁化されやすい（被暗示性が高い）とし、そういう人を天然幻視者と名付けた。さらに彼は、磁化状態（催眠状態）の患者に幻視を起こし、また後催眠暗示を与えることにも成功した。これらの理論は、当時としては極めて先駆的で、後にアンブロワーズ＝オーギュスト・リエボーら、ナンシー学派の提唱する暗示療法に直接繋がるものである。心理学者のピエール・ジャネは、ナンシー学派の真の始祖はファリア師でありリエボーらは継承者に過ぎないと言う。
しかし、ファリアはパリでは充分に成功したとは言い難かった。弟子であるフランソワ・ノワゼによると、フランス語が堪能でなかったため、悪意ある俳優に騙され笑い者になり、山師呼ばわりされたという。

## モンテ・クリスト伯
ファリアは、アレクサンドル・デュマ・ペールの小説『モンテ・クリスト伯』にファリア神父として登場する。小説の中のファリア神父は、シャトー・ディフ（イフ城）に投獄されているイタリア人神父で、主人公のエドモン・ダンテスに知識と生きる力を与える。ファリア神父はダンテスにモンテクリスト島に隠された財宝の在り処を託したのち、狭心症で死ぬが、ダンテスは彼の死体とすり替わることで脱獄に成功する。
実際のファリアも、嫌疑不明の罪でイフ城に長期間投獄されていたが、無事釈放されパリに戻っている。